# Marmorierter Seehase
Der Marmorierte Seehase (Aplysia depilans) ist eine sehr große Meeresschnecke der Gattung Aplysia aus der Ordnung der Hinterkiemerschnecken (Opisthobranchia).

## Merkmale
Die Tiere werden bis zu 40 Zentimeter lang und bis 380 Gramm schwer. Innerhalb der Klasse der Schnecken sind sie relativ sehr große Tiere. Der Körper von Aplysia depilans ist in Kopf, Halsbereich und Hinterleib geteilt. Der Kopf hat im Schlundbereich zwei seitwärts stehende, sehr bewegliche Tentakeln mit Mechano- und Chemorezeptoren. Sie sind meist in Längsrichtung deutlich eingerollt. Zwischen dem Kopf und Hals sitzen paarige Rhinophoren, die aus einer unter der Haut liegenden Tasche ausgefahren und bei Gefahr eingezogen werden können. Die Rhinophoren besitzen am oberen Ende Einkerbungen mit Chemosensoren, sie dienen als olfaktorisches Sinnesorgan. Unter den Rhinophoren befinden sich die Augen mit einfachen Linsen.
Der Hals verbreitert sich zum Hinterleib. In diesem befindet sich die reduzierte Mantelhöhle mit den Kiemen. Im hinteren Teil des Mantels sitzt auf dem Rücken das stark reduzierte gelblich gefärbte Gehäuse. Dieses ist relativ kleine (für das relativ große Tier) und misst nur etwa 1,5 Zentimeter. Sie ist relativ flach und nur schwach verkalkt.
Die seitlichen Parapodiallappen sind sehr beweglich und am Hinterende zusammengewachsen.
Sie werden meist über dem Körper zusammen gefaltet getragen; damit wird über Körper und Mantelhöhle eine schützende „Parapodialhöhle“ gebildet, die nur eine Öffnung für den Wasserein- und -austritt für die Atmung lässt.
Am hinteren Ende läuft der Fuß in einen breiten Saum aus. Die Tiere bewegen sich einerseits durch wellenförmige Bewegungen des Fußes fort, ähnlich wie Landschnecken. Sehr typisch ist jedoch die Fortbewegung mittels Verankerung des vorgestreckten Vorderfußes und Nachziehen des Hinterfußes. Diese Spannerraupen-artige Fortbewegung ist sehr typisch für die Gattung Seehasen (Aplysia) insgesamt. Aplysia depilans gehört zu den sieben Arten der Gattung, von denen bekannt ist, dass sie gelegentlich auch schwimmen. Das Schwimmen erfolgt durch Auf- und Ab-Schlagen und von vorne nach hinten laufenden wellenartigen Bewegungen der Parapodiallappen.
Die Haut der Tiere ist dunkelbraun bis rotbraun gefärbt. Die Farbe wechselt während des Lebens, kann jedoch nicht dem Untergrund angepasst werden wie etwa beim Gewöhnlichen Kraken. Typisch für Aplysia depilans sind aufgesetzt wirkende fleckenartige Gebilde an der Hautoberfläche. Diese sind von weißer bis hellbrauner Farbe. Der Rand der Parapodiallappen ist meist rosa gefärbt. Es gibt aber auch fast fleckenlose Exemplare, die man dann nur an der dunklen Hautfarbe erkennt.

## Geographische Vorkommen und Lebensraum
Aplysia depilans ist im Ostatlantik von den Britischen Inseln bis nach Westafrika (Kapverdische Inseln, Senegal) sowie im Mittelmeer weit verbreitet. Aplysia depilans ist eine überwiegend benthisch lebende Art, die meist in sehr flachem Wasser von etwa 1,5 bis 10 Meter, aber subtidal lebt, als maximale Tiefe wird 20 bis 30 Meter abgegeben. Sie kommt an geschützten, aber auch auf steinigen, der Brandung des Atlantik ausgesetzten Küsten vor. Auch in Häfen wurde sie gefunden. Der eigentliche Gezeitenbereich (Intertidal) wird meist gemieden, da hier die Gefahr der Strandung relativ groß ist. Die Tiere können keinen Luftsauerstoff aufnehmen und sterben nach einer Strandung relativ schnell. Gelegentlich werden Tiere während der Ebbe in Gezeitenpools gefangen und kommen dann in flachstem Wasser vor (oft nur wenige Zehnerzentimeter). An der israelischen Küste kommen Aplysia fasciata und Aplysia depilans gemeinsam vor. Dort wurde beobachtet, dass Aplysia depilans meist im flacherem, stärker wellenbewegten Wasser lebt, während Aplysia fasciata eher ruhigere Bereiche bevorzugt. Vermutlich ist dieses Verhalten zur Vermeidung von Nahrungskonkurrenz nur dort ausgebildet, wo beide Arten zusammen vorkommen.

## Lebensweise
Die Tiere ernähren sich in erster Linie von Arten der Algengattung Ulva, insbesondere von Meersalat (Ulva lactuca). Die Populationsgrößen sind stark abhängig von der Verfügbarkeit dieser Nahrungspflanze. Sind die Pflanzen in einem bestimmten Gebiet abgeweidet, können oft größere Gruppen in neue Gebiete wandern. Sie haben einen etwa einjährigen Lebenszyklus. Während der Paarungssaison versammeln sich die Tiere oft in großen Gruppen. Im Mittelmeer ist das der Spätsommer, nach anderen, älteren Quellen auch von März bis Oktober. Allerdings sind nicht alle Ansammlungen als Paarungsansammlungen zu interpretieren (was die Diskrepanz in den Angaben erklären könnte). Aplysia depilans ist ein Zwitter und besitzt eine Zwitterdrüse. Da sie nicht selbstbefruchtend ist, benötigt sie einen Partner. Die Befruchtung erfolgt jedoch nur selten wechselseitig, sondern in Fortpflanzungsketten mit bis zu 30 Tieren oder auch in geschlossenen Ringen mit z. T. über 20 bis 30 Tieren. Nach der Befruchtung setzen die Tiere lange, geleeartige Laichschnüre ab, in denen sich die Eier befinden. Die mehrere Meter langen Laichschnüre haben einen Durchmesser von bis knapp über einem Millimeter und meist eine gelbe bis rosa-pinkfarbene Färbung. Die Zahl der abgelegten Eier pro Tier kann bis zu 3,3 Millionen erreichen. Bei nahe verwandten Arten ist sogar bekannt, dass sie mehrmals laichen können, entsprechend größer wird dann die Eizahl. Bei einer Temperatur von 25 °C schlüpfen die Veligerlarven nach etwa 14 bis 16 Tagen. Sie halten sich für Wochen im freien Wasser auf, bevor sie zum Bodenleben übergehen. Während der planktonischen Lebensphase fressen sie einzelliges Phytoplankton. Die Mortalität während der Veligerphase ist sehr hoch. Die Dauer der planktonischen Phase ist auch abhängig von einem entsprechenden Substrat, wo sie metamorphosieren können, in der Regel die spätere Nahrungspflanze. Nach Übergang zum Bodenleben bilden sie sich um (Metamorphose) und sehen nach etwa vier bis sechs Tagen wie kleine erwachsene Tiere aus. Sie beginnen dann an Meersalat zu fressen. Die erwachsenen Tiere sterben zwar nicht direkt nach der Eiablage, zeigen jedoch sehr bald danach deutliche Alterserscheinungen, wie Verlust an Gewicht, eingerissene Parapodiallappen, Verlust der Pigmente und anderes und sterben danach recht bald. Sehr charakteristisch an diesem Lebenszyklus ist, dass während nahezu sechs Monaten keine größeren Exemplare von Aplysia depilans gefunden werden.

## Schutz
Die Oberflächenfarbe und hellen Flecken bieten vor dem steinigen Hintergrund eine gute Tarnung. Wenn die Tiere gereizt werden, können sie eine weiße oder purpurfarbene Tinte ausstoßen. Von Aplysia californica ist bekannt, dass die Farbe abhängig von der Nahrung ist.